# グラスハウス
『グラスハウス』（The Glass House）は、2001年に製作・公開されたアメリカ合衆国の映画。リーリー・ソビエスキー、ダイアン・レイン、ステラン・スカルスガルドが共演のサスペンス映画。2006年には『グラスハウス2』（Glass House: The Good Mother ）が製作され米国で公開（日本では劇場未公開）されている。

## ストーリー
夜遊び好きな女子高生ルビー・ベイカーが帰宅すると、両親が交通事故で死亡したと知らされる。
身寄りがなくなったルビーとその弟だが、倹約家であった両親の遺産で将来の心配なく暮らしていける事を顧問弁護士から知らされる。弁護士は、両親の遺言として、養父母となるグラス夫妻を紹介する。マリブに建つプール付きの豪邸、ガレージに並ぶ高級車など、2人は裕福な生活をしていた。
しかし、やがてルビーは夫妻に不審を抱く。

## 登場人物
ルビー・ベイカー
本作の主人公にしてメインヒロインの16歳の美少女女子高校生。裕福な家庭で育ち、夜遊び好きな今どきの女子高生だが根はツンデレの家族思いで両親の急死を悟った際にはあまりのショックで失神した。不審な行動を取るテリーらに疑惑を向ける。中盤でビキニ水着姿を披露しプールで泳ぐシーンは音声解説によるとサービスカットとして追加されたもの。
テリー・グラス
ベイカー一家の隣人で自動車工場の社長を務めている。しかし、浪費が災いし、借金まみれである。
エリン・グラス
テリーの妻。医者。過去に娘を海での水難事故で亡くしており、ルビーを娘同様に可愛がる。仕事場から薬をくすねている。
レット・ベイカー
ルビーの弟。11歳。両親を亡くした実感が湧かずゲームに没頭する。
デビッド（デイヴ）・A・ベイカー
ルビーとレットの父。
グレイス・エイヴリー＝ベイカー
ルビーとレットの母。
ゾーイ
ルビーの友人。
ターシャ
ルビーの友人。
ジャック
グレイスの弟。つまりルビーとレットの叔父にあたる。
アルビン・ベグレイター
老弁護士。ルビーにも何かと親身になってくれる。
ドレイク
ルビーの転校先の女教師。
ハンナ
ルビーの転校先の女子生徒。
ナンシー・ライアン
福祉局の女性職員。
ワイテイ
金融会社の男。
バセット
ルビーの転校先の副校長。
自動車学校の教官
ルビーの通う自動車学校の教官。

## キャスト
| 役名                            | 俳優                                | 日本語吹替 | 日本語吹替   |
| 役名                            | 俳優                                | ソフト版   | テレビ朝日版 |
| ------------------------------- | ----------------------------------- | ---------- | ------------ |
| ルビー・ベイカー                | リーリー・ソビエスキー              | 小林さやか | 小松由佳     |
| エリン・グラス                  | ダイアン・レイン                    | 佐々木優子 | 高島雅羅     |
| テリー・グラス                  | ステラン・スカルスガルド            | 菅生隆之   | 菅生隆之     |
| アルビン・ベグレイター          | ブルース・ダーン                    | 永田博丈   | 山野史人     |
| ナンシー・ライアン              | キャシー・ベイカー                  | 磯辺万沙子 | 谷育子       |
| レット・ベイカー                | トレヴァー・モーガン                | 亀井芳子   | 日下ちひろ   |
| ジャック叔父さん                | クリス・ノース                      | 水内清光   | 大川透       |
| ドン                            | ヴィト・ルギニス                    | 小形満     | 金尾哲夫     |
| ワイテイ                        | ギャヴィン・オコナー                | 西凛太朗   | 松本大       |
| キム先生                        | マイケル・ポール・チャン            | 石住昭彦   | 廣田行生     |
| ターシャ                        | カーリー・ポープ                    | 鈴木真仁   | 川上とも子   |
| デビッド（デイヴ）・A・ベイカー | マイケル・オキーフ                  | 星野亘     | 田原アルノ   |
| グレイス・エイヴリー＝ベイカー  | リタ・ウィルソン （クレジットなし） |            | 滝沢久美子   |
| 自動車学校の教官                | ジョン・ビリングズリー              | 小形満     | 田原アルノ   |

- ソフト版：VHS・DVD収録
- テレビ朝日版：初回放送2005年6月19日『日曜洋画劇場』21:00～22:54
- 再放送はテレビ朝日版の放送が多い

## スタッフ
- 監督：ダニエル・サックハイム
- 製作：ニール・H・モリッツ
- 製作総指揮：マイケル・I・ラックミル
- 脚本：ウェズリー・ストリック
- 撮影：アラー・キヴィロ
- 音楽：クリストファー・ヤング